# Legio II Augusta
Lсаegio II Augusta (II Августів легіон) — римський легіон. Інші назви — II Сабінський, II Галльський легіон.

## Життєпис
Створений у 43 році до н. е. Октавіаном для боротьби з республіканцями. Набраний в області сабінів, тому спочатку звався Сабінським. На думку деяких дослідників реформований з одного з іспанських або єгипетських легіонів Гая Юлія Цезаря, але достовірних документів цього немає. Того ж року зазнав втрат у битві при Галльському Форумі проти Марка Антонія. У 42 році до н. е. бився при Філіппах на чол із Октавіаном, проте зазнав поразки від Брута. Лише перемога Марка Антонія сприяла перемозі цезаріанцям.
У 41-40 роках до н. е. відзначився у Перузійській війні проти Луція Антонія. У 25 році до н. е. стояв в Іспанії, тоді ж отримав ім'я августа. У 25-19 роках до н. е. брав участь у Кантабрійських війнах. Після цього стояв табором у Тарраконській Іспанії. Після поразки римлян у Тевтобурзькому лісі був перебазований до германських провінцій. Спочатку стояв у Монгутіаку (сучасне м.Майнц). Брав участь у поході Германіка 15 року, під час якого займався похованням решток воїнів Квінтілія Вара. Під час цього походу він втратив своє майно і замало не загинув в бурю. Збереглися нечисленні епіграфічні сліди його перебування в Германії. Після цього з 17 року стояв в Аргенторатумі (сучсне м.Страсбург). У 21 році брав участь у придушенні повстання треверів та едуїв.
У 43 році був у складі армії, що висадилася у Британії. Надалі відзначився при підкоренні бриттських племен (думноніїв та дуротрігів). В цей час його легатом був майбутній імператор Веспасіан. Розташовувався у Каллева Атребатум (Сілчестер), з 49 року — у Дурноварії (Дорчестер). У 52 році зазнав поразки від племені сілурів, у 55 році влаштував табір Іска Думноніорум (м. Ексетер), а під час повстання Боудіки (60-61 роки) зумів гарно себе проявити. Після цього до 74 року стояв у Глевумі (сучасне м. Глостер), а згодом повернувся до Іскії Августи (Карлеоне, південний захід Великої Британії).
Під час громадянських воєн після смерті Нерона легіон надав Вітеллію загін у 2600 осіб проти Веспасіана, що проявив себе в битві при Кремоні, де становив центр вітелліанської армії, але залишок легіону, який перебував у Британії, без вагань висловився за Веспасіана. При останньому підрозділ легіону було спрямовано у 70 році на кордони Германії. після цього знову поєднався в Іскії (Британія). У 74-75 роках стояв у таборі Іска Сілурум.
У 77-83 роках зіграв вирішальну роль у придушенні повстання племен сілурів (територія сучасного Вельса). У 83 році за імператора Доміціана брав участь у поході проти германського племені хаттів.
У 122 році легіонери брали участь у зведенні валу Адріана. У 142 році легіон був учасником будівництва Антонінова валу. У 155—158 роках придушував повстання бриттів на півночі острова. У 193 році підтримав претендента на трон Клодія Альбіна. За імператора Септимія Севера у 208 році бився проти дакського племені карпів (північ Румунії).
У 213 році був у складі армії імператора Каракалли під час походу проти германців. Надалі підтримував Геліогабала у боротьбі за трон. За імператора Олександра Севера легіон повернувся до Іскії, де знаходився до 255 року.
У 260 році частина легіону брала участь у походах імператора Галлієна у Малій Азії. У 287—296 роках підтримав узурпатора в Британії Караузія та його наступна Аллекта. З частини легіону Караузій утворив новий — Legio II Brittannica.
Надалі входив до складу військ імператорів Констанція I Хлора та Костянтина Великого. За часів Костянтина I та його синів перебував частково в Фінікії (мав назву II Галльський легіон).
За часів імператора Юліана знову повернувся до Британії. До 395 року забезпечував тили римської армії в Британії, перебуваючи у форті Рутупія (сучасне м. Річборо).